# Ворик-авеню (станция метро)
Ворик-авеню (англ. Warwick Avenue tube station /ˈwɒrɪk/) — станция глубокого заложения, расположенная на северо-западе Лондона между станциями «Мэйде-Вейл» и «Паддингтон» линии «Бейкерлоо» лондонского метро в боро Вестминстер. Относится ко второй тарифной зоне.
Станция расположена на пересечении улиц Ворик-авеню, Воррингтон-Кресент и Клифтон-Гарденс. Проектное название станции — англ. Warrington Crescent.
Наземного вестибюля на станции нет. Войти на станцию можно по двум лестницам, ведущим в подземный вестибюль и кассовый зал. Это была одна из первых станций лондонского метро, изначально спроектированная и построенная специально для использования эскалаторов, а не пассажирских лифтов. Для улучшения вентиляции станции и тоннелей посреди проезжей части на островке безопасности была построена утилитарная кирпичная вентиляционная шахта.
В летние месяцы от пристани ежечасно отправляются речные трамваи, курсирующие вдоль Риджентс-канала из близлежащей Маленькой Венеции в сторону Лондонского зоопарка и Камденского шлюза.

## История
Станция открылась 31 января 1915 года на участке продолжения линии «Бейкерлоо» от вокзала «Паддингтон» до Королевского парка.
В ночь на 17 сентября 1985 года кассовый зал, билетные кассы и автоматы были уничтожены пожаром, в результате которого станция была закрыта на весь день.
В 2017 году суммарный пассажирооборот по станции составил 4 270 000 человек.

## Трафик
Трафик по линии составляет от 18 (по воскресеньям) до 22 (часы пик) пар поездов в час (п/ч). Схема движения по станции по будним дням в нерабочее время и в течение всего дня по субботам, выглядит следующим образом:
- 20 пар поездов в час (п/ч) до станции «Элефант-энд-Касл[англ.]» (южное направление).
- 6 пар поездов в час (п/ч) до станции «Харроу-энд-Уэлдстон[англ.]» через «Стоунбридж-парк[англ.]» и «Королевский парк» (северное направление);
- 3 пары поездов в час (п/ч) до станции «Стоунбридж-парк[англ.]» через «Королевский парк» (северное направление);
- 11 пар поездов в час (п/ч) до станции «Королевский парк» (северное направление);

Пиковое обслуживание в будние дни осуществляется с одной либо двумя дополнительными парами поездов в час на участке «Королевский парк» — «Элефант-энд-Касл», а по воскресеньям в течение дня на участок «Королевский парк» — «Элефант-энд-Касл» выдаётся на две пары поездов в час меньше, чем в не пиковом графике.

## Иллюстрации

Станция «Ворик-авеню»
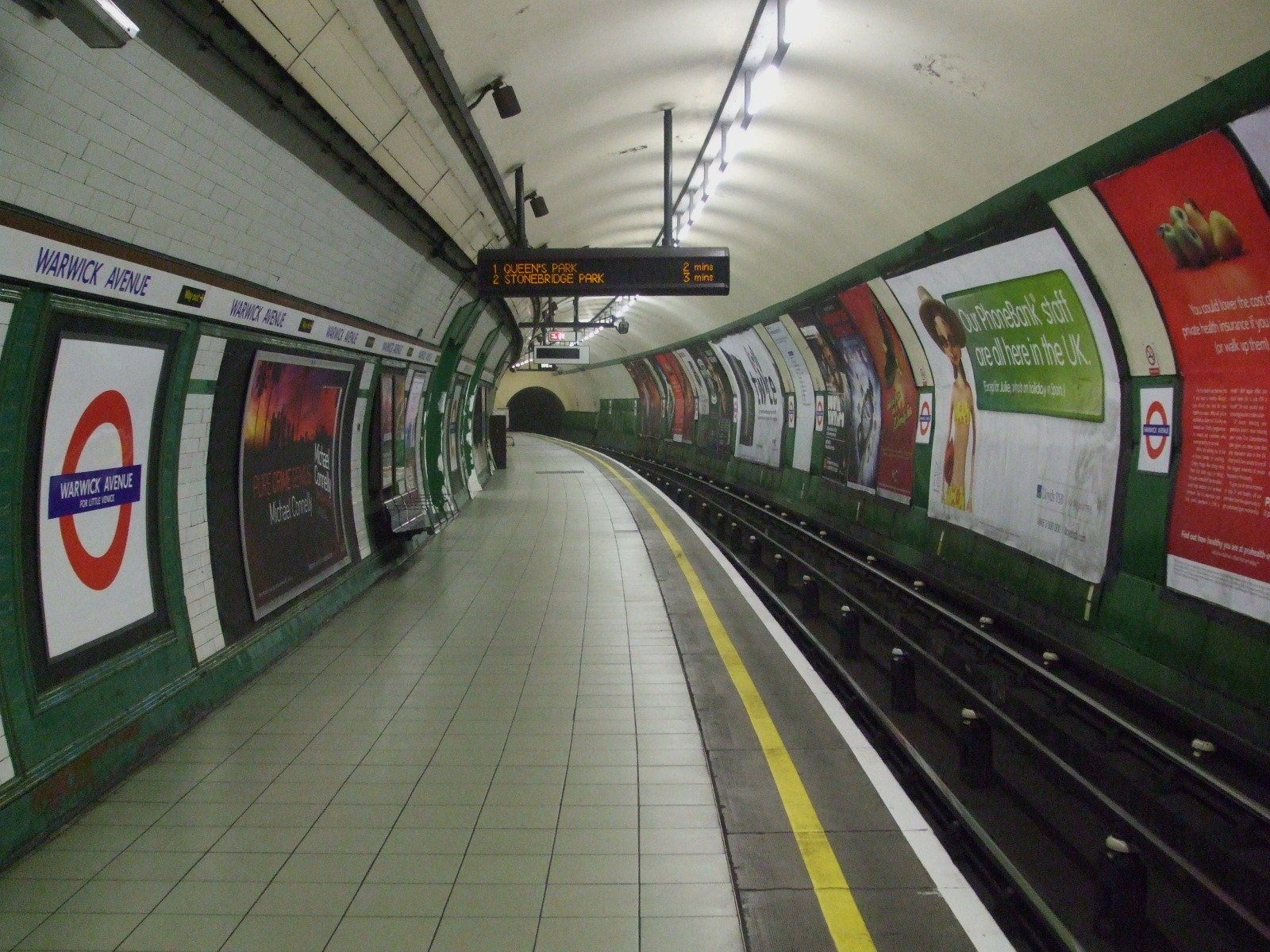
Северная платформа (вид на юг)
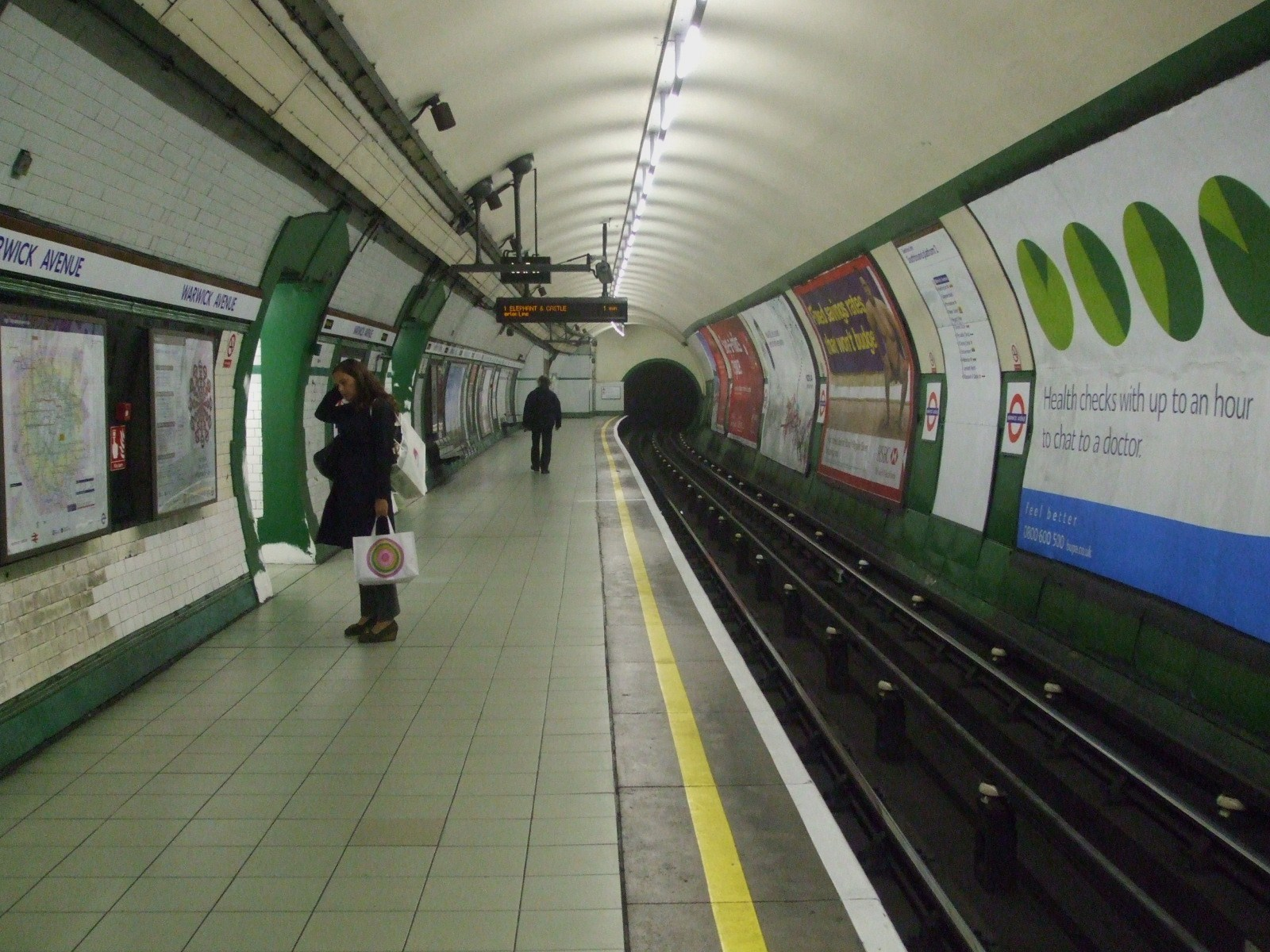
Южная платформа (вид на север)
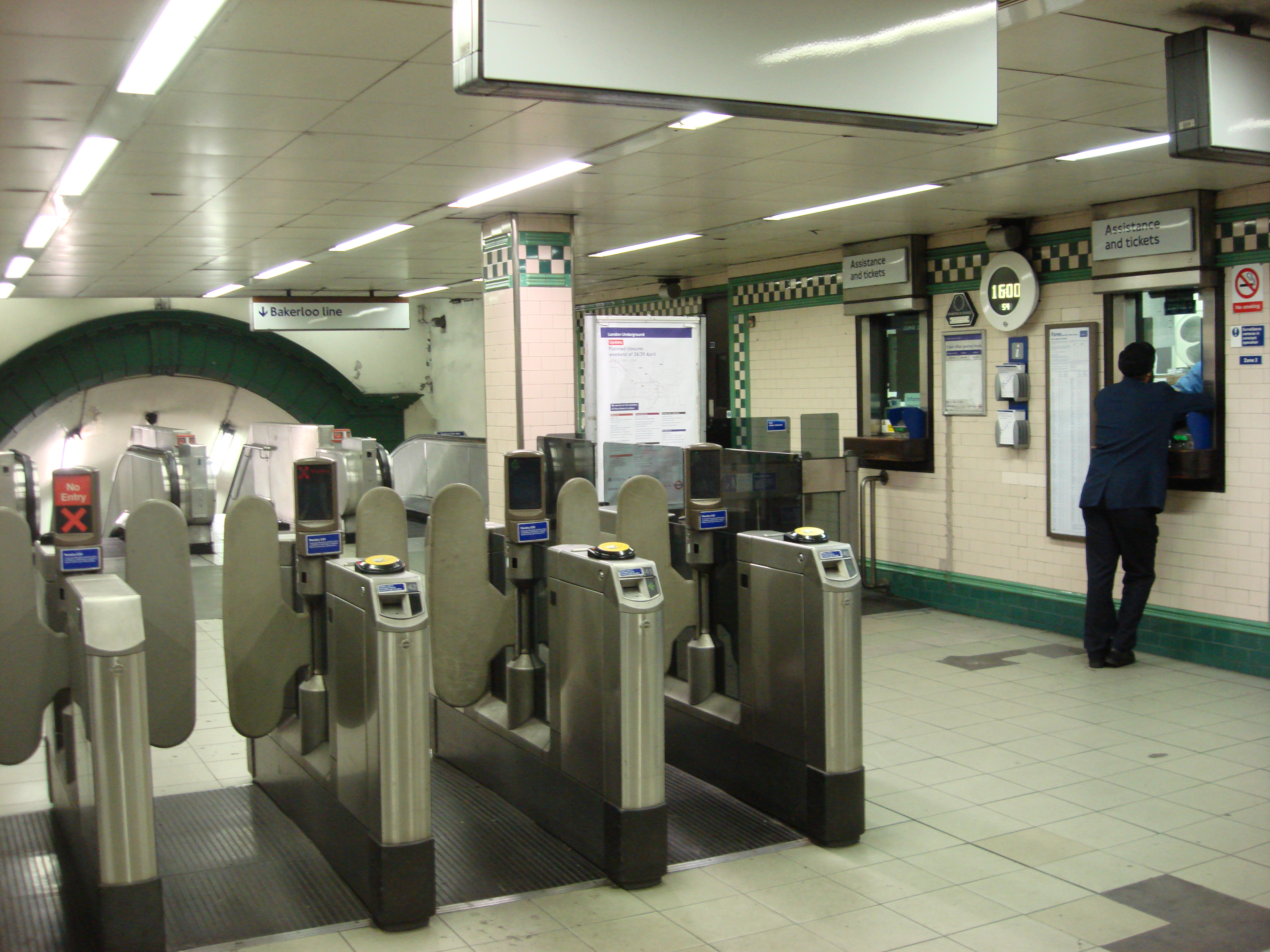
Турникеты и билетная касса (ныне закрыта)
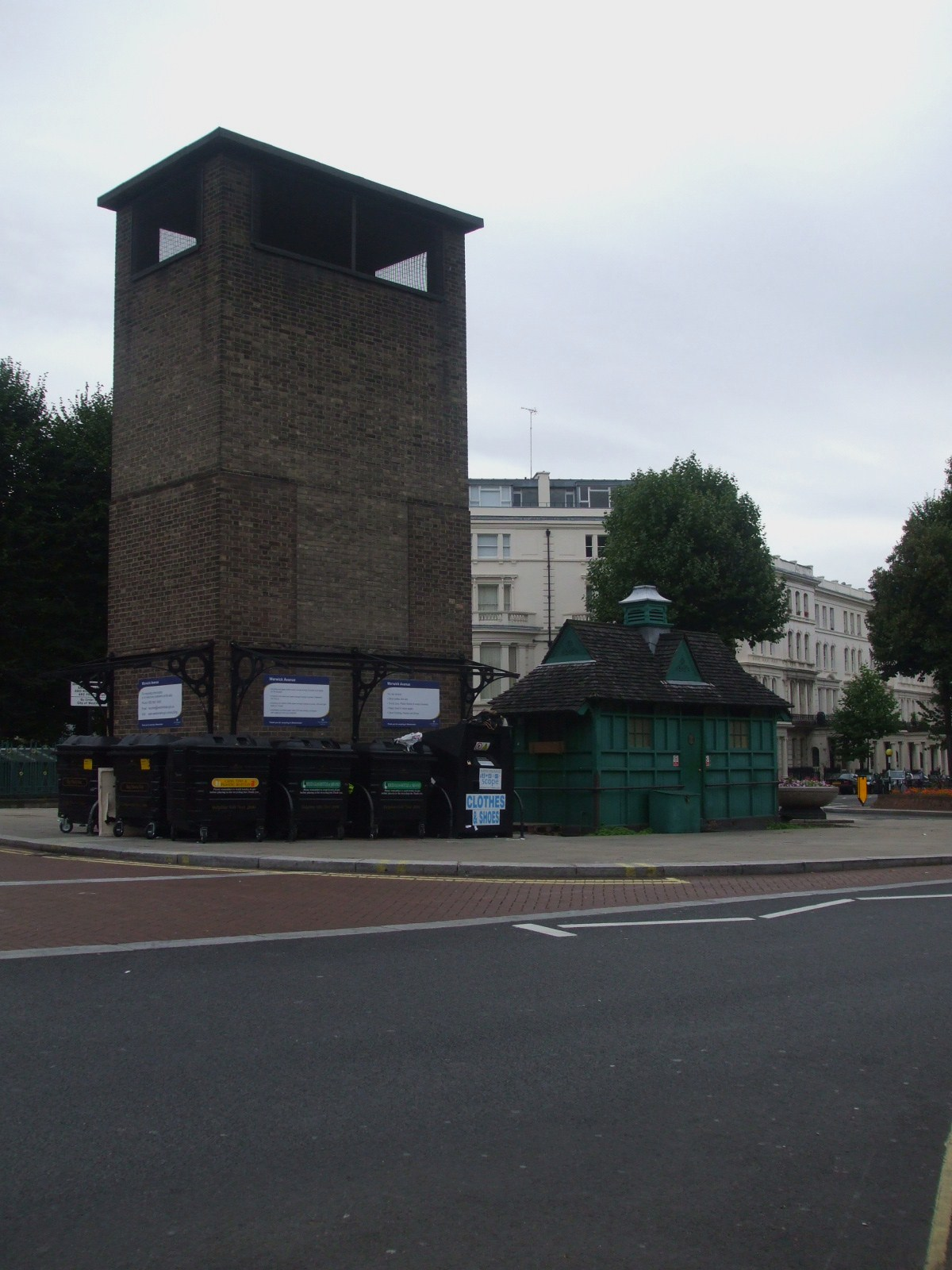
Вентиляционный киоск